# Repòs (Marisa Roësset)
L'obra Repòs de l'artista Marisa Roësset Velasco és datada de l'any 1928 i va obtenir la tercera medalla a l'Exposició Internacional de Barcelona de l'any 1929. Aquesta obra s'insereix dins els anys de principal producció artística de Roësset i reflecteix la característica modernitat de l'artista, tant personal com estètica. Actualment forma part de la col·lecció del Museu Nacional d'Art de Catalunya.

## Marisa Roësset Velasco
La pintora madrilenya Marisa Roësset Velasco (Madrid, 6 de març de 1904 – 18 de novembre de 1976) va merèixer gran reconeixement durant la dècada de 1920 a Espanya. Va començar els estudis de pintura amb quinze anys i verdadera vocació, primer quatre anys al taller de Fernando Álvarez de Sotomayor i després dos anys amb Daniel Vázquez Díaz, posteriorment es va traslladar a Itàlia durant un període concret per ampliar formació. Tot i això, la seva primera mestra fou l'artista María Roësset Mosquera, la seva tia, amb qui va aprendre pintura a una edat molt primerenca i empesa pel seu pare, Julio Roësset, que era gran admirador de l'art de la seva germana María Roësset. A l'inici del segle xx, només aquelles dones que provenien de família burgesa i relacionada amb l'àmbit artístic van rebre el suport de les famílies per estudiar i professionalitzar-se, com va ser el cas de Marisa Roësset.
L'any 1934, amb trenta-un anys i una carrera artística ja consolidada en el panorama nacional, Marisa Roësset es va matricular a l'Escola de Belles Arts de San Fernando, estudis que va haver d'aturar amb l'inici de la Guerra civil espanyola i que va reprendre el 1939 una vegada finalitzada. Des de finals de la dècada de 1920 fins al 1960, va fer classes de pintura al seu estudi del carrer Goya de Madrid només a dones, una de les quals fou la reconeguda artista Menchu Gal. Aquest va ser un espai d'ensenyança no normativa, que escapava de l'academicista educació oficial del règim. És possiblement pel fet que feia de professora que es va matricular a l'Escola de Belles Arts de San Fernando.
Marisa Roësset va ser àmpliament ressenyada per la premsa especialitzada i la crítica va mostrar gran interès per la seva personalitat moderna reflectida en les seves pintures. L'any 1924 va obtenir la tercera medalla a l'Exposició Nacional de Madrid, el 1929 també va ser distingida amb la tercera medalla a l'Exposició Internacional de Barcelona amb l'obra Repòs i el 1941 va ser premiada a l'Exposició Nacional de Madrid amb la segona medalla per l'obra Asunción. L'any 1947 va ser seleccionada per l'exposició d'artistes celebrada pel Women's International Art Club de Londres i la pintura que va enviar, Retrato, va ser premiada. L'artista va posar en pràctica sobretot retrat i autoretrat com a canal d'expressió del jo, tot i que també va posar en pràctica el paisatgisme, però en menys mesura.
Marisa Roësset estava dins el cercle sàfic de Madrid anterior a la Guerra civil espanyola i la soprano Lola Rodríguez Aragón fou la seva parella estable. Tot i això, aquesta relació es va portar amb absoluta discreció enfront de la societat. Roësset va morir l'any 1976 a causa d'un càncer i el seu llegat artístic va ser heretat per Lola Rodríguez Aragón.

## Descripció de l'obra Repòs
Repòs (1928) forma part de les obres que Marisa Roësset va crear durant el que es considera el seu primer període artístic. La protagonista de l'obra és possiblement la mateixa artista, que ja s'havia representat com una caçadora en pintures d'anys anteriors, i està emplaçada davant d'un frondós paisatge d'alts cactus, influència del seu mestre Daniel Vázquez Díaz. El cigarret que du a la mà és una característica de les dones modernes que durant aquells anys estaven presents en l'imaginari artístic europeu, així com el fet de mirar directament a l'espectador.
Aquesta obra es considera “moderna figuració”, ja que es tracta d'una escena de gènere i, possiblement també, un autoretrat. Marisa Roësset s'insereix en la iconografia característica que la majoria de les artistes van posar en pràctica a partir de 1914 i que va substituir el gènere floral per imatges precedents del seu entorn personal, les escenes de gènere. Aquestes eren la generació d'artistes modernes que van transformar el panorama artístic espanyol mitjançant la creació lliure i que l'any 1926 van aconseguir la professionalització. Aquest camí cap als avenços de les pintores modernes era lent i ple d'obstacles, però des que es va iniciar coincidint amb la Primera Guerra Mundial ja no va cloure fins a l'acabament de la Guerra civil espanyola.
Les artistes modernes van introduir a la pintura espanyola del segle XX les escenes de gènere, que eren pintures al·lusives a les diferents activitats que les dones desenvolupaven dins la societat espanyola, tant en la intimitat com en públic i soles o acompanyades. Aquestes activitats estaven relacionades amb les feines de la llar i la maternitat, així com l'assistència a missa, a les processons, a comunions i enterraments. A les escenes de gènere també s'hi representaven les mateixes dones modernes duent a terme activitats considerades “avançades”, com per exemple dones llegint, estudiant, pintant, passejant, acudint a espectacles o fent esport.
Marisa Roësset va ser part de les artistes que representaven a dones modernes, caracteritzades per la seguretat en elles mateixes, vestides a la moda, orgulloses del nou paper que havien aconseguit dins la societat i reflectint l'estatus social al qual pertanyien, ja que les dones modernes provenien de famílies adinerades. També van representar a dones modernes les artistes Olga Sacharoff i Maruja Mallo.
Tot i que entre les artistes modernes també van proliferar paisatges i retrats, que eren els temes més requerits pel mercat, van ser especialment abundants els autoretrats, ja que simbolitzaven una autoafirmació de la subjectivitat artística. Aquest va ser un dels gèneres artístics més explorats per Marisa Roësset.
Així doncs, Roësset va formar part de les artistes modernes i va experimentar la “moderna figuració” durant la primera etapa de la seva producció artística amb obres com Repòs. L'artista també era coneixedora de les novetats artístiques europees, especialment els nous realismes europeus caracteritzats per l'estilització i la quietud de les escenes, així com per l'ús dels tons freds i grisos. Aquestes premisses també es troben a l'obra Repòs.
Repòs es va exhibir a la Internacional de Barcelona de l'any 1929 amb la qual l'artista va merèixer la tercera medalla, que a més implicava l'adquisició del llenç per part del Museu Nacional d'Art de Catalunya.

## Recorregut de l'obra: exposicions
“Exposición Internacional de pintura, escultura, dibujo y grabado (Sección Española)”, Barcelona, 1929.
“Exposición de la Asociación de Artistas Vascos”, Bilbao, 16/01/1986 - 08/02/1986.
“El Retrato Elegante”. Entitat organitzadora: Fundación Caja de Granada / Fundación Rodríguez-Acosta, Madrid, Museo Municipal de Madrid, 15/12/2000 - 14/02/2001.
“Del fons a la superfície. Obres d'artistes catalanes contemporànies anteriors a la dictadura Franquista”, Barcelona, Sala Centre de Cultura de Dones Francesca Bonnemaison, 29/02/2008 - 26/04/2008. 